# Rémi Berthet
Rémi Berthet (31 de octubre de 1947) es un deportista francés que compitió en judo. Ganó una medalla de bronce en el Campeonato Europeo de Judo de 1974 en la categoría de +93 kg.
Participó en los Juegos Olímpicos de Montreal 1976, donde finalizó duodécimo en la categoría de +93 kg.

## Palmarés internacional
| Campeonato Europeo | Campeonato Europeo    | Campeonato Europeo | Campeonato Europeo |
| Año                | Lugar                 | Medalla            | Categoría          |
| ------------------ | --------------------- | ------------------ | ------------------ |
| 1974               | Londres (Reino Unido) | Medalla de bronce  | +93 kg             |